# Pia Greiten
Pia Greiten (Ostercappeln, 18 de febrero de 1997) es una deportista alemana que compite en remo.
Participó en los Juegos Olímpicos de París 2024, obteniendo una medalla de bronce en la prueba de cuatro scull. Ganó dos medallas en el Campeonato Europeo de Remo, en los años 2024 y 2025.

## Palmarés internacional
| Juegos Olímpicos   | Juegos Olímpicos   | Juegos Olímpicos  | Juegos Olímpicos |
| Año                | Lugar              | Medalla           | Prueba           |
| ------------------ | ------------------ | ----------------- | ---------------- |
| 2024               | París (Francia)    | Medalla de bronce | Cuatro scull     |
| Campeonato Europeo |                    |                   |                  |
| Año                | Lugar              | Medalla           | Prueba           |
| 2024               | Szeged (Hungría)   | Medalla de bronce | Cuatro scull     |
| 2025               | Plovdiv (Bulgaria) | Medalla de plata  | Cuatro scull     |